# Fatin Shidqia
Fatin Shidqia Lubis (Giacarta, 30 luglio 1996) è una cantante indonesiana.

## Carriera
Nel maggio 2013 ha vinto la prima edizione della versione indonesiana del talent show The X Factor.
Ha quindi firmato un contratto discografico con Sony Music Indonesia e ha debuttato con il singolo Aku Memilih Setia.
Il suo album d'esordio For You è uscito nel novembre 2013.
Nel 2016 recita e partecipa alla colonna sonora del film Dreams.

## Discografia
- 2013 - For You